# Исторический центр Кишинёва

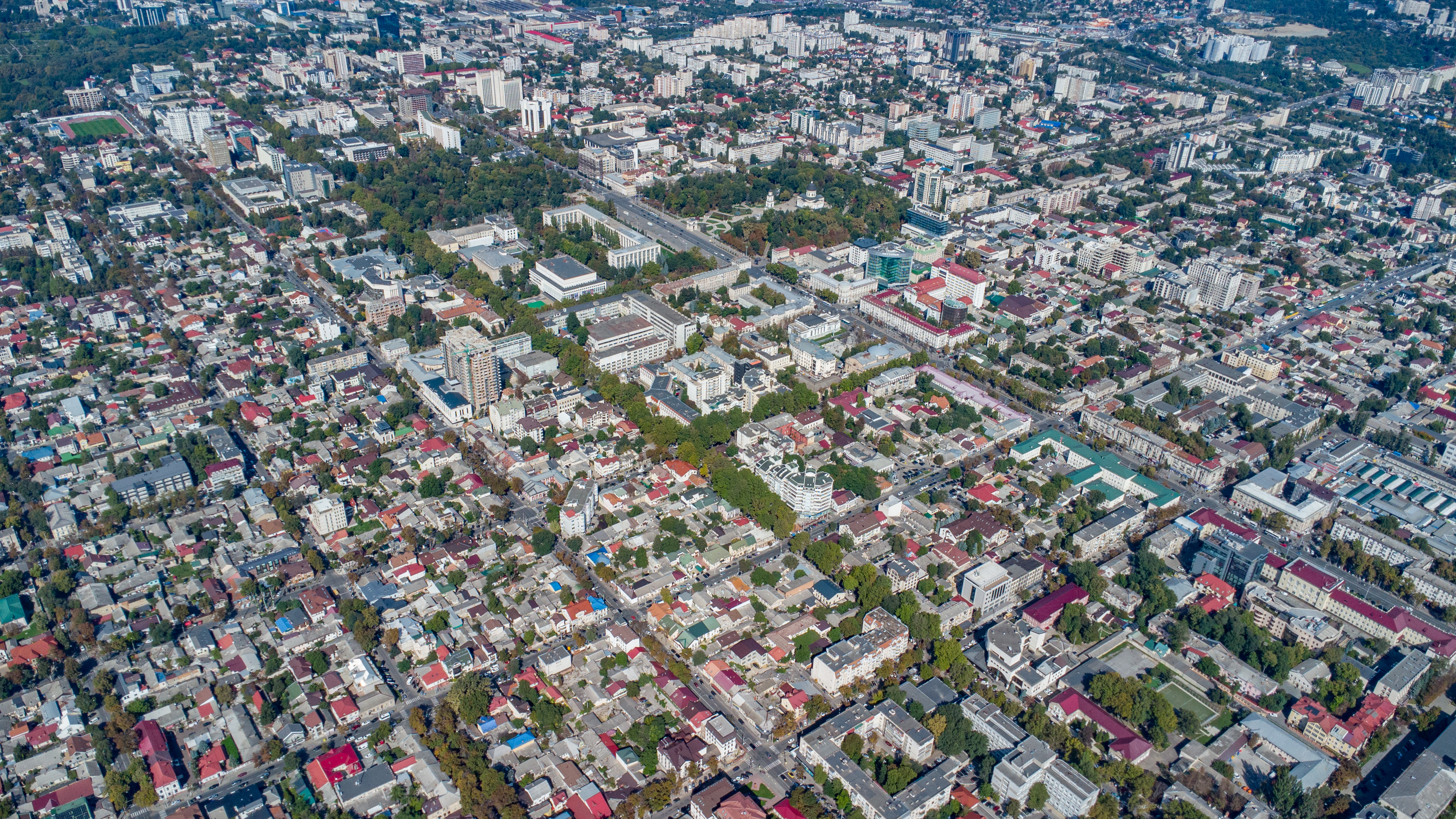
Исторический центр Кишинева

Исторический центр Кишинева (рум. Centrul istoric din Chișinău) - представляет собой центральный район столицы Республики Молдова, концентрирует ок. 1000 зданий местного и национального исторического значения, в основном построенных между второй половиной XIX и первой половиной XX века, расположенных по принципу закрытых районов, старых церквей, архитектурных памятников и т.д.
Исторический центр находится на административной территории районов Буюкань, Центр и Рышкань и расположен по периметру улиц: А. Матеевич – К. Стере – Св. Андрей – И. Заикин – Албишоара – Измаил – Штефан Великий – Чуфля – Букупешть – Л. Толстой – Измаил, общей площадью 619 га.

## Характеристики
Верхняя» часть центра и историческая часть „нижнего города“ почти полностью заняты 1-3-этажными зданиями, 3-5-этажные здания, построенные в послевоенные годы, в основном сосредоточены вдоль основных планировочных осей - бульвар Штефан Великий и бульвар Григоре Виеру.

## Галерея

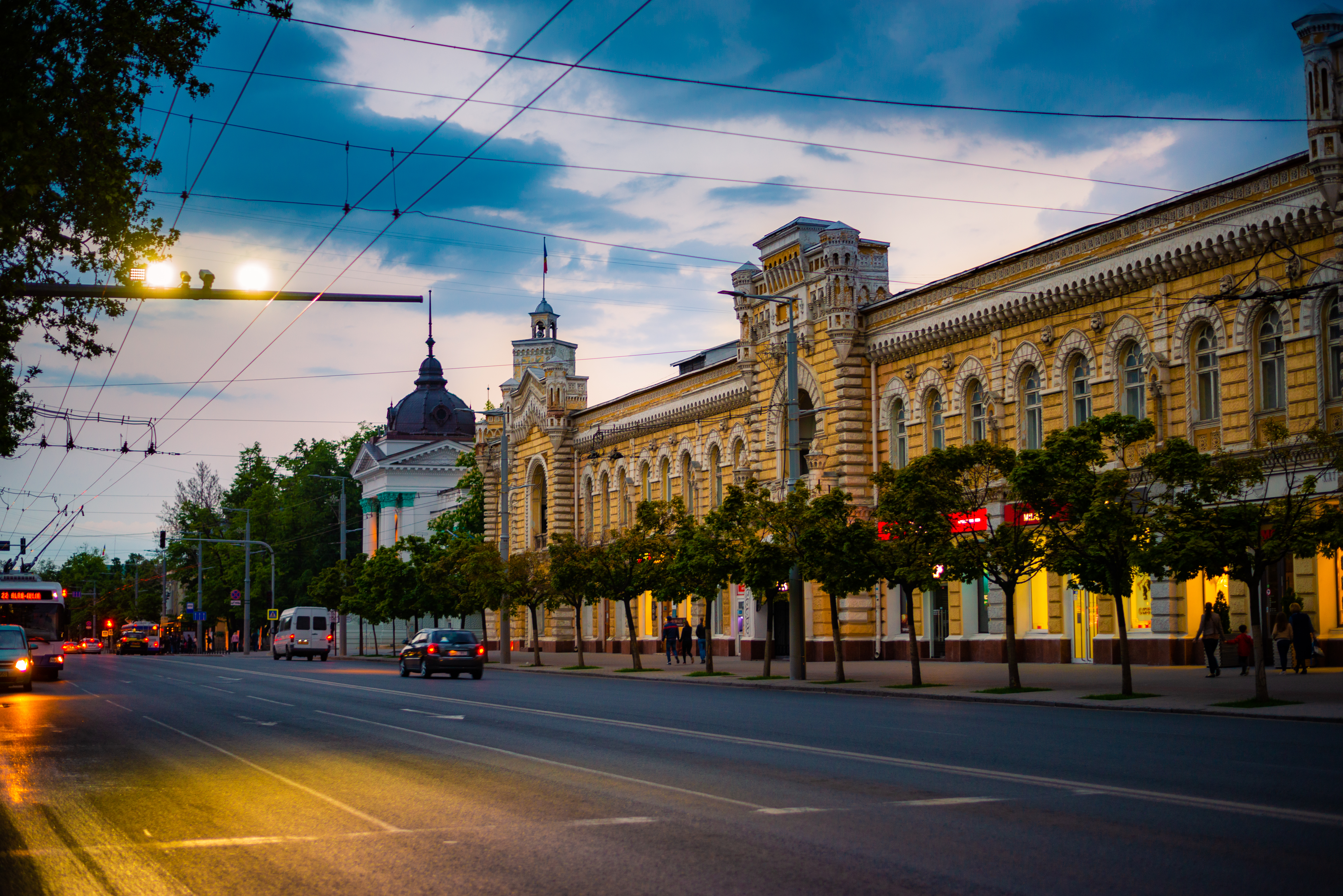
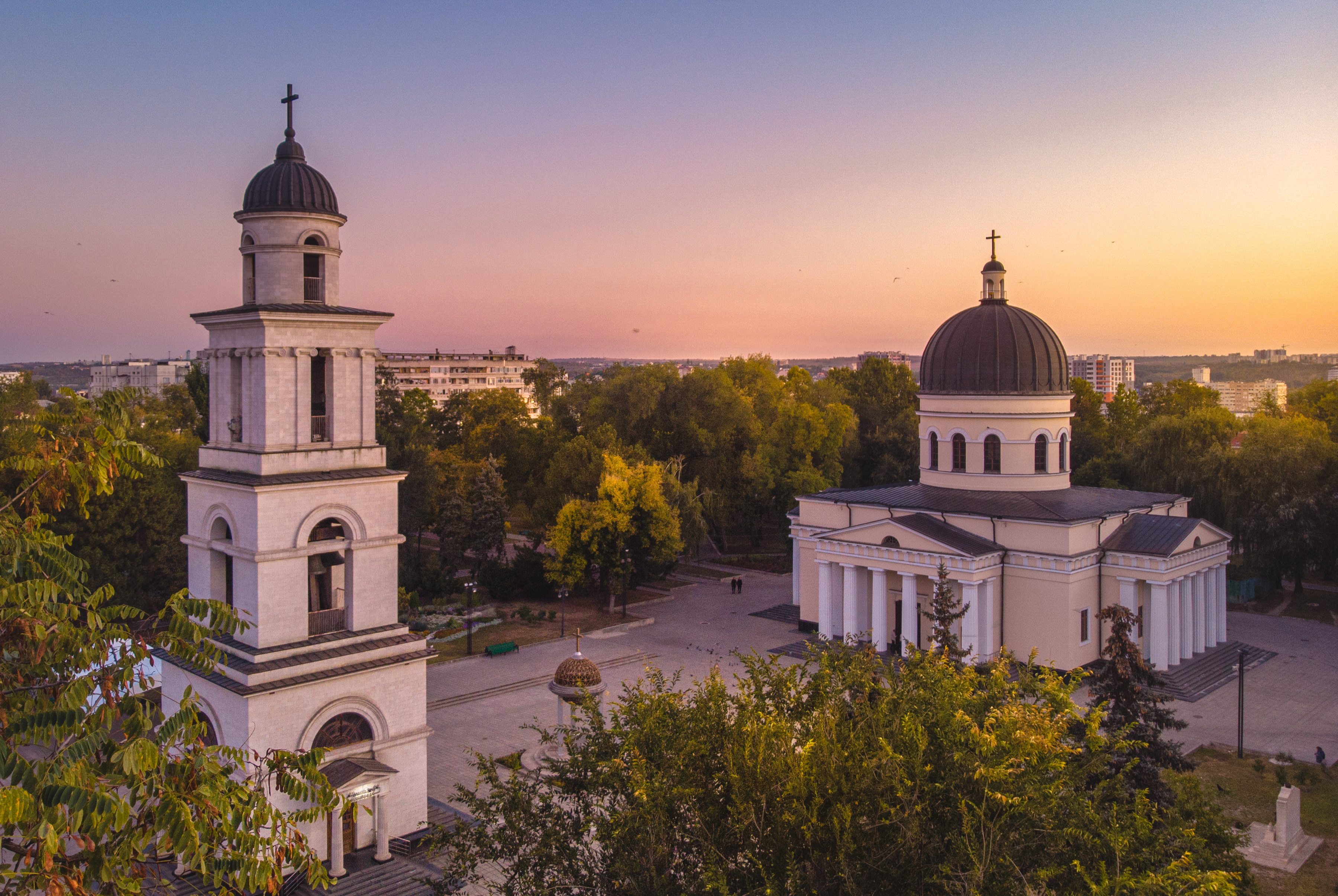
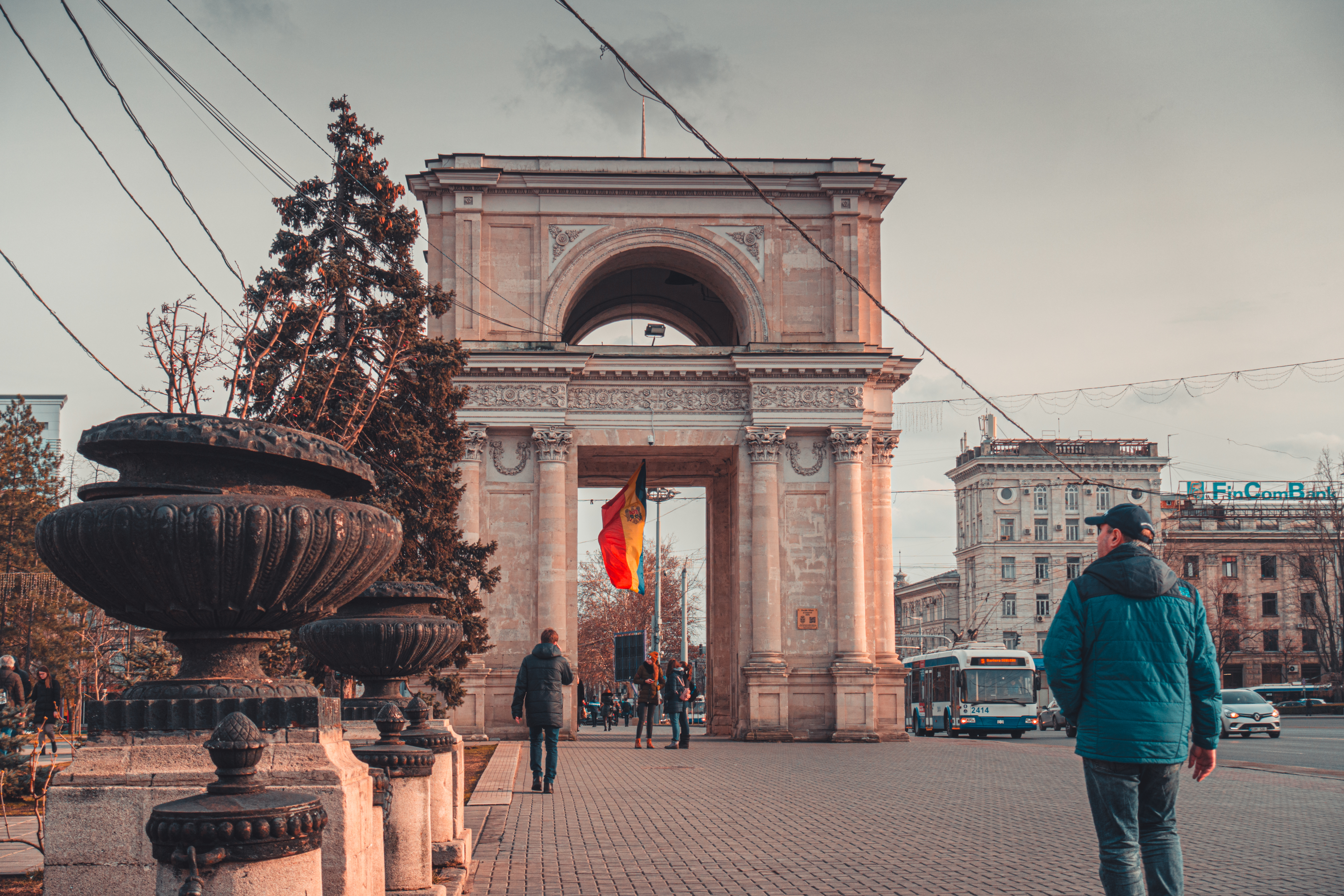
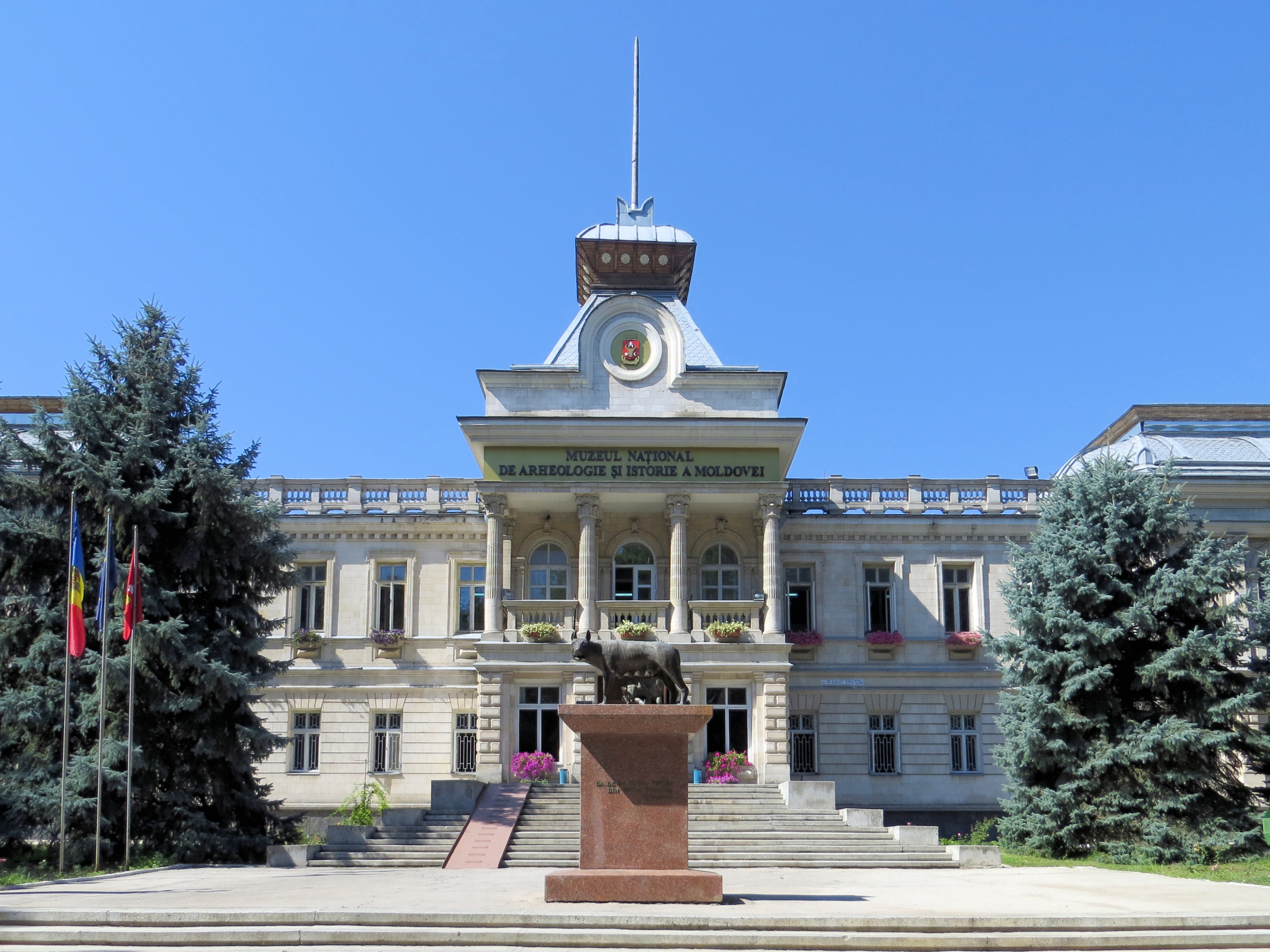
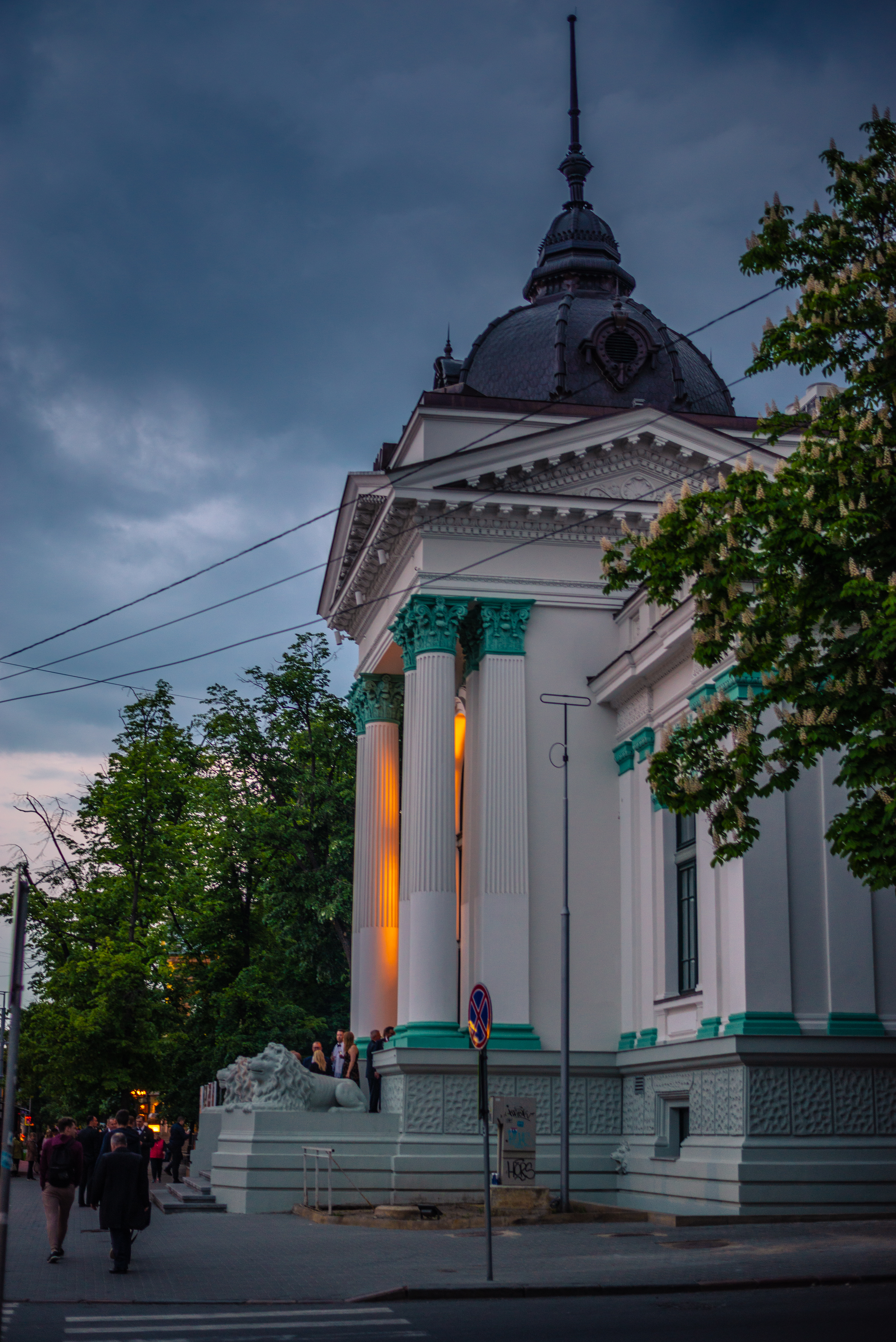
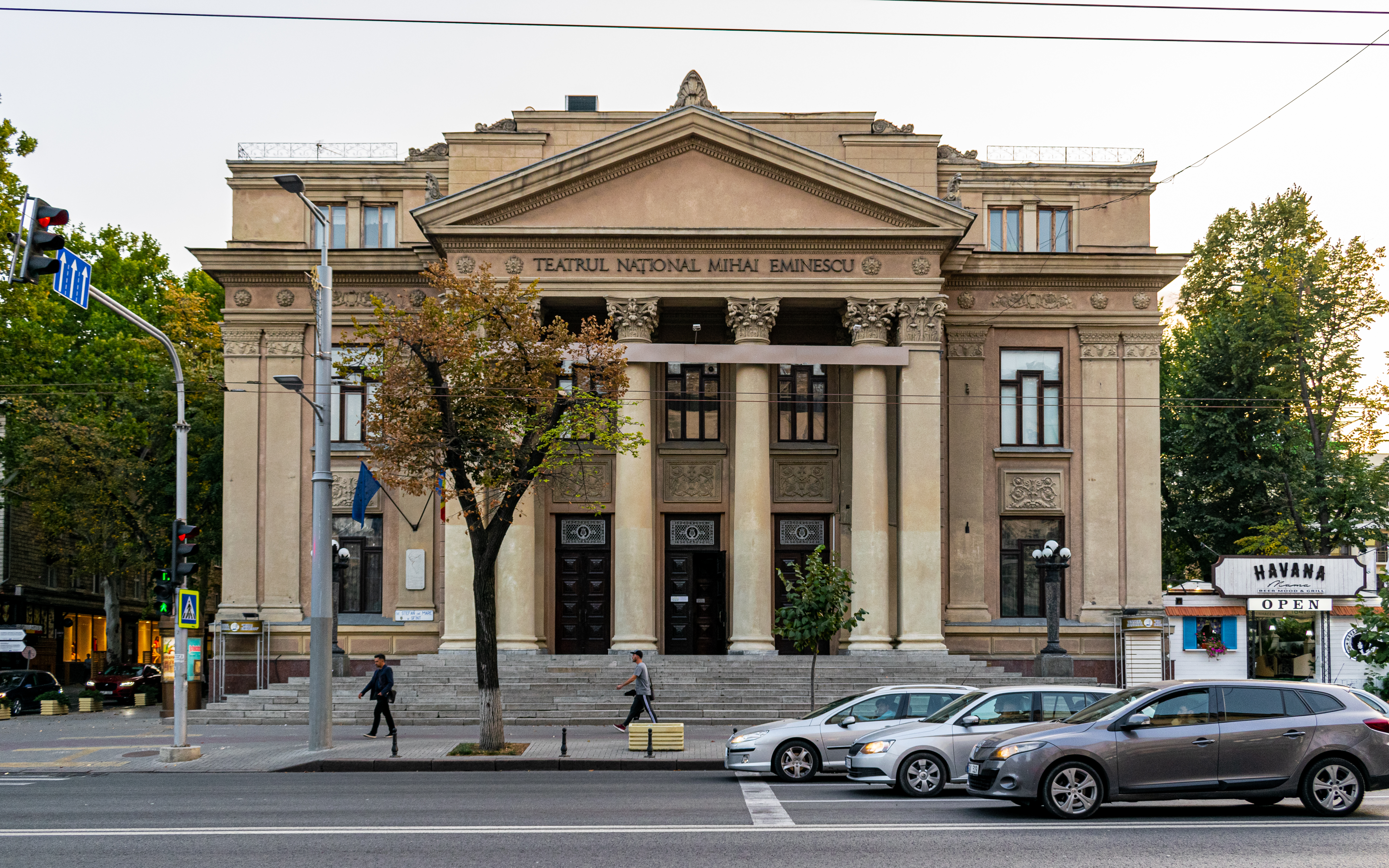
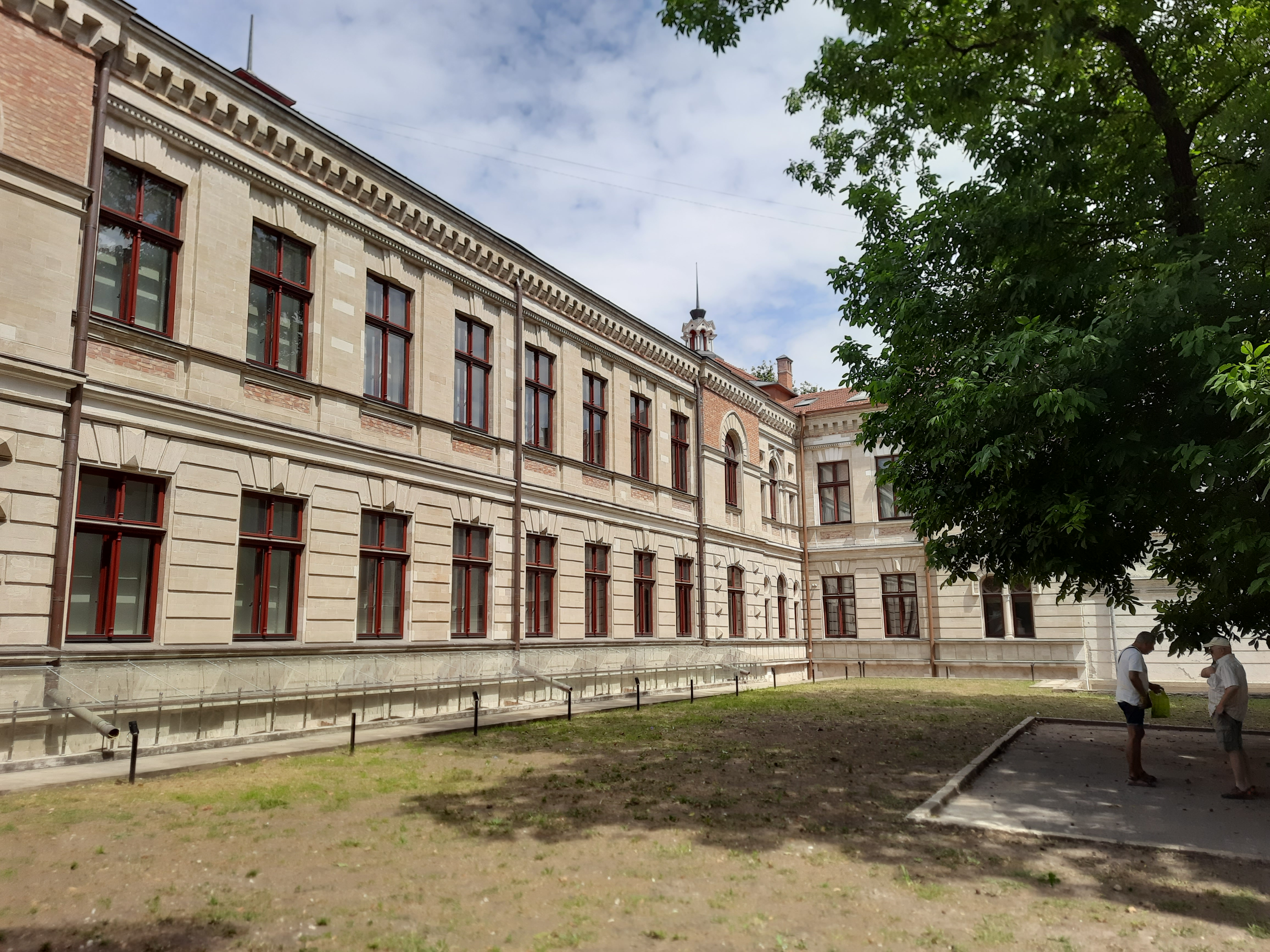
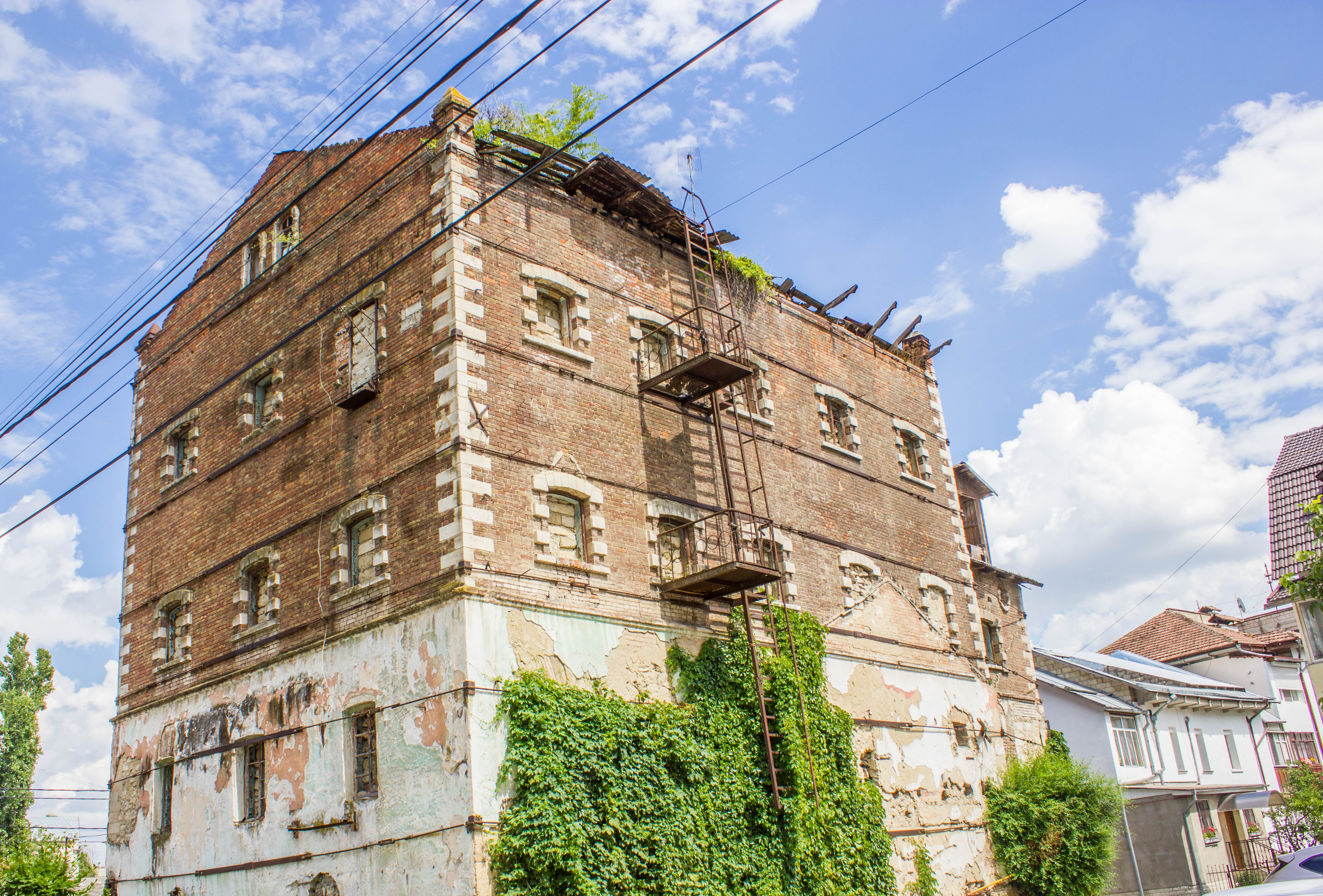
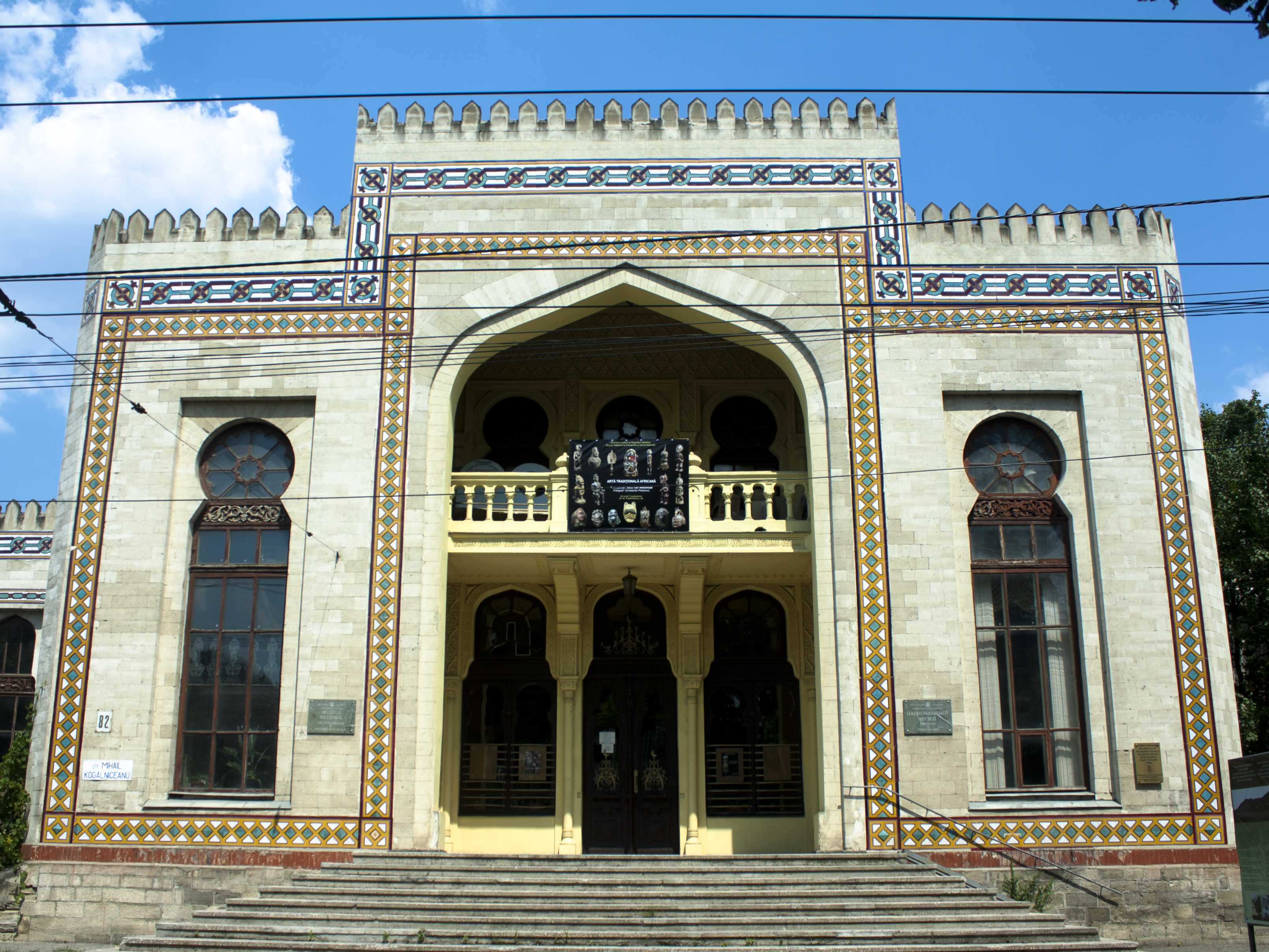
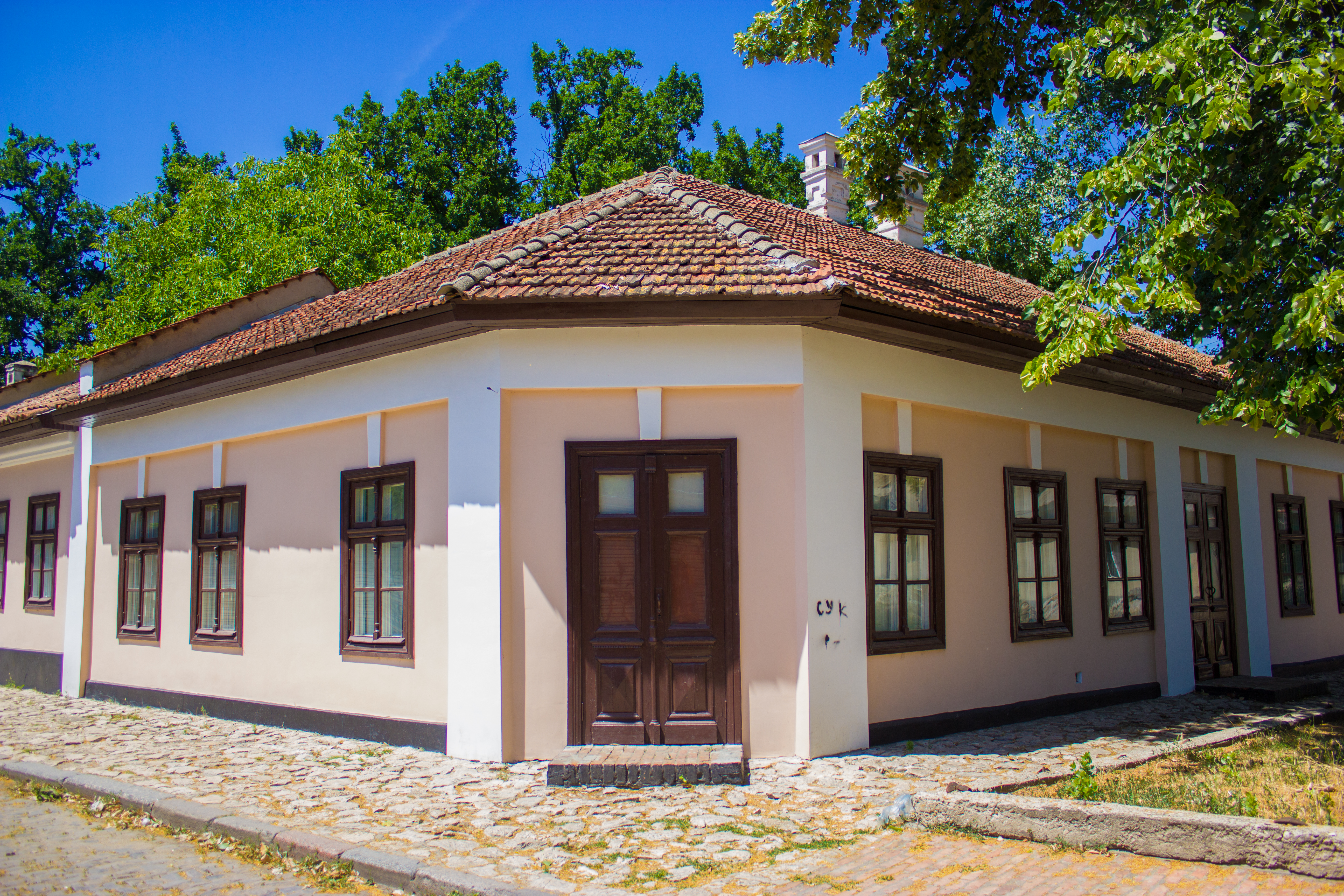
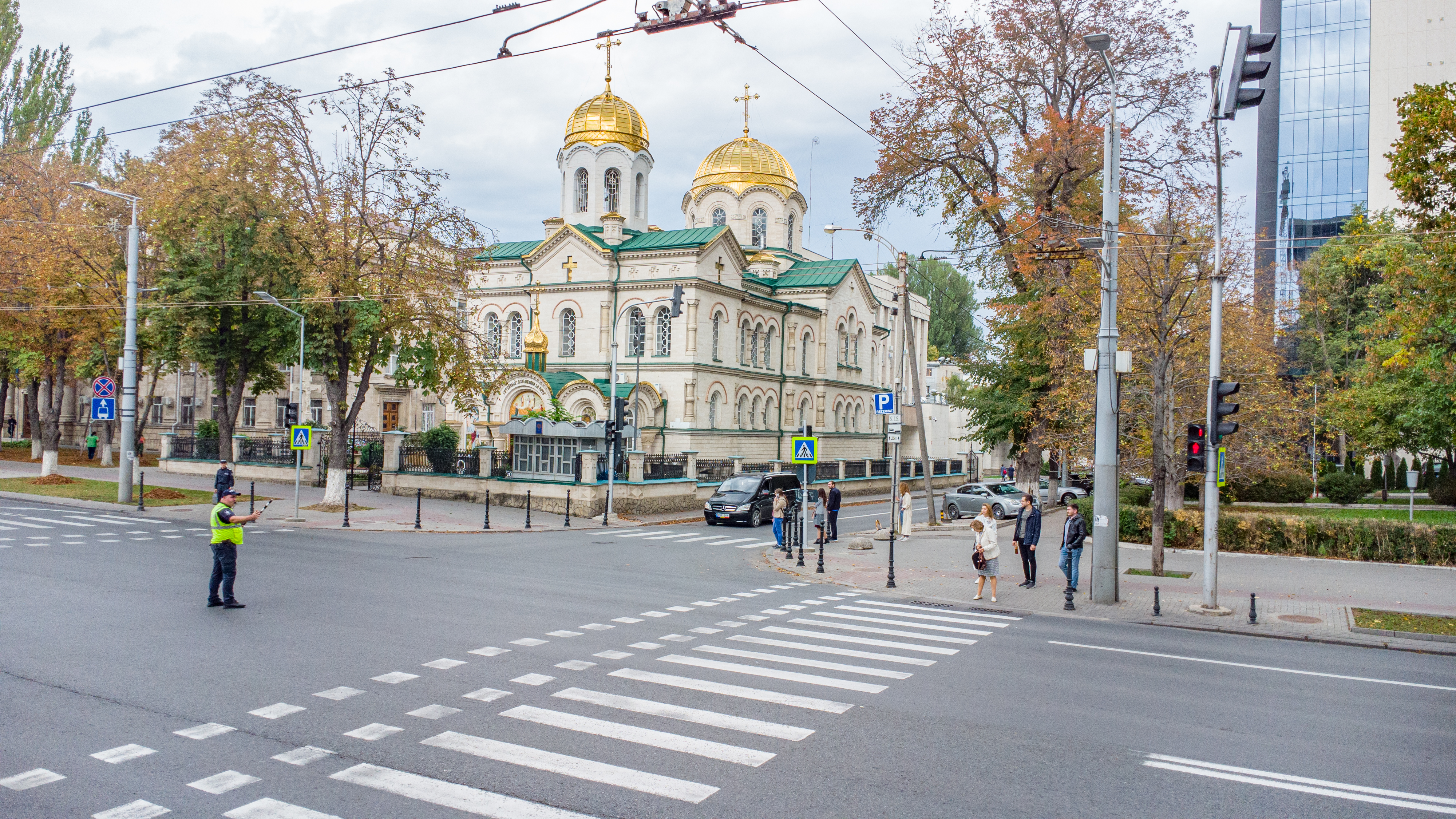
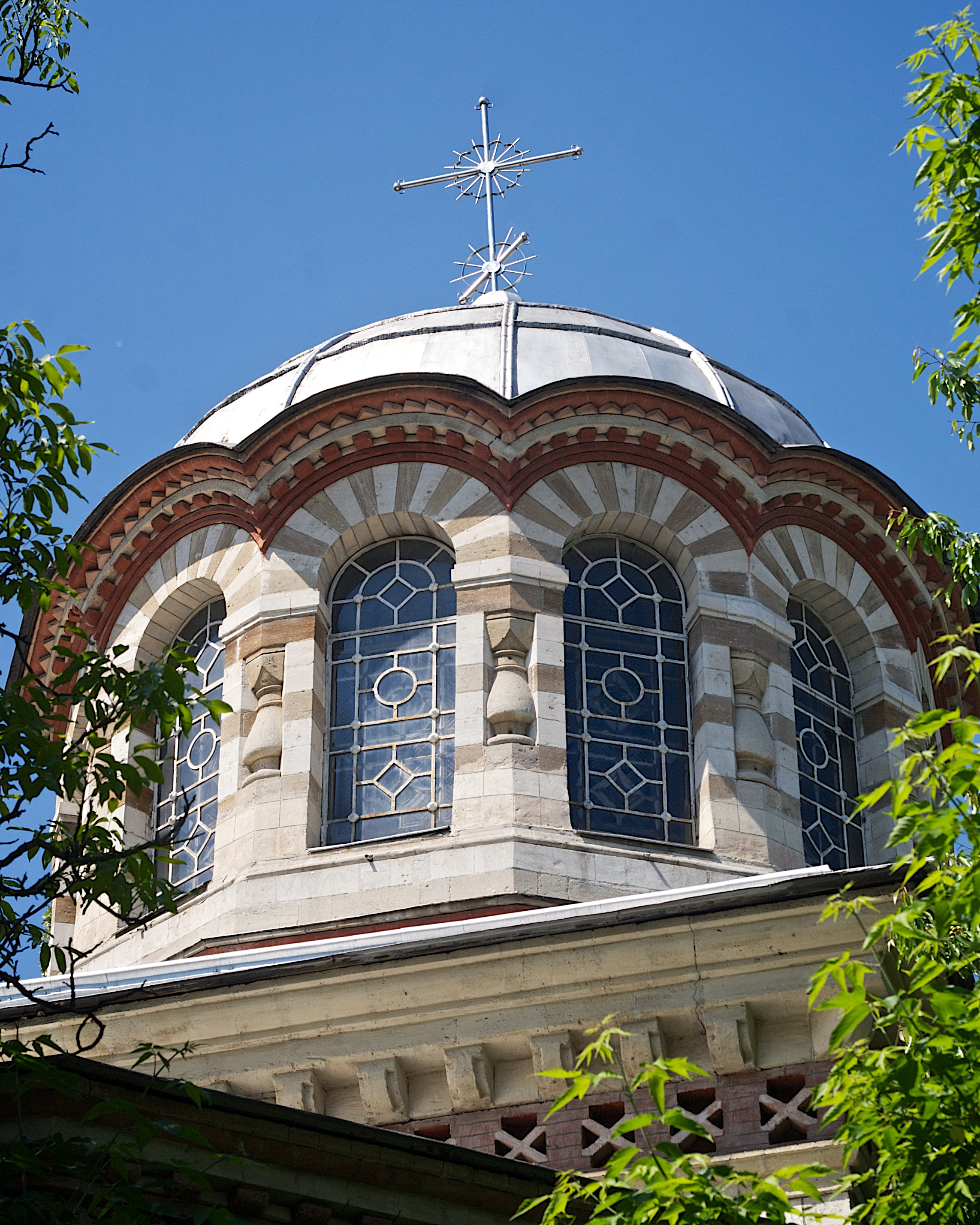
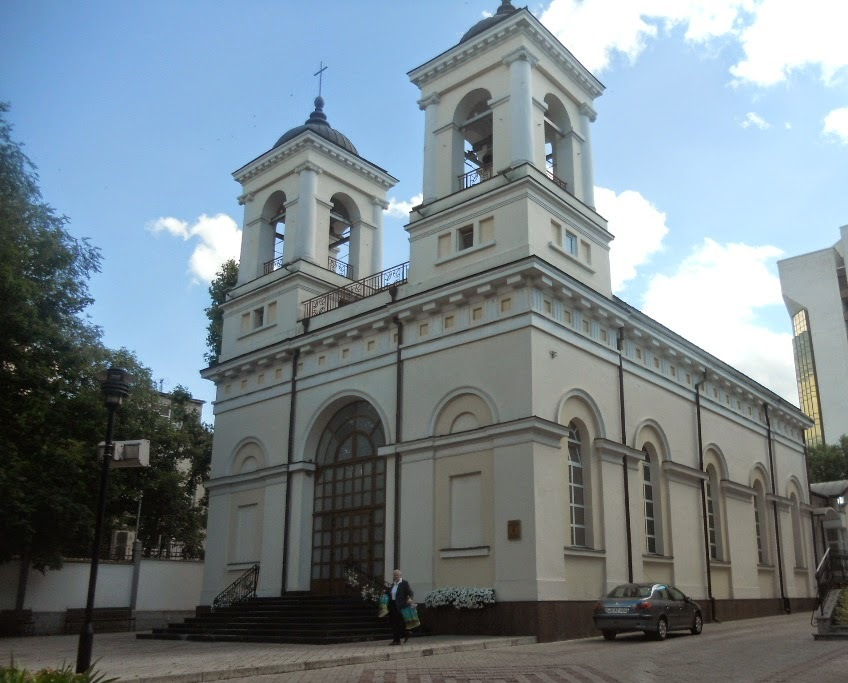
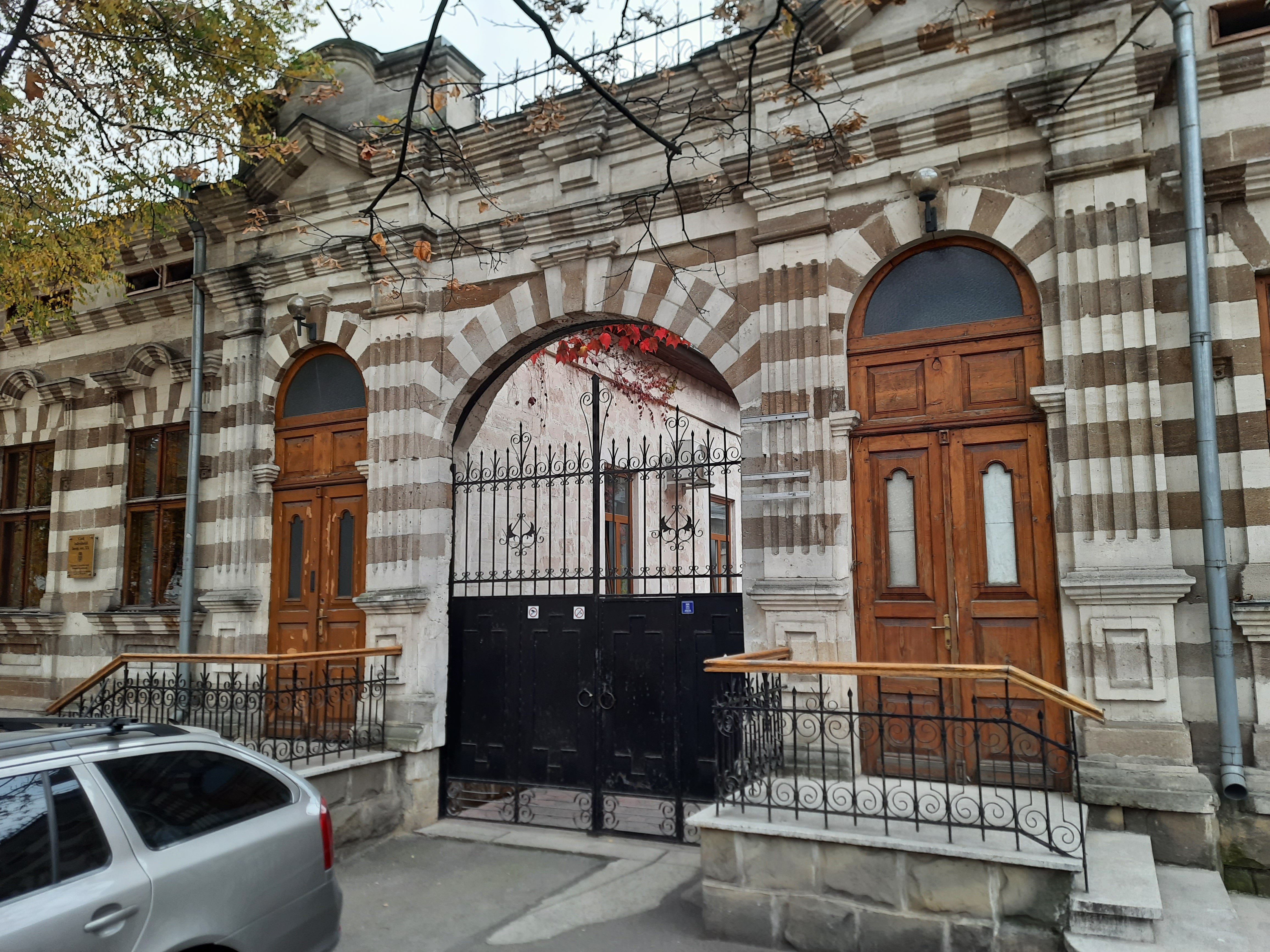
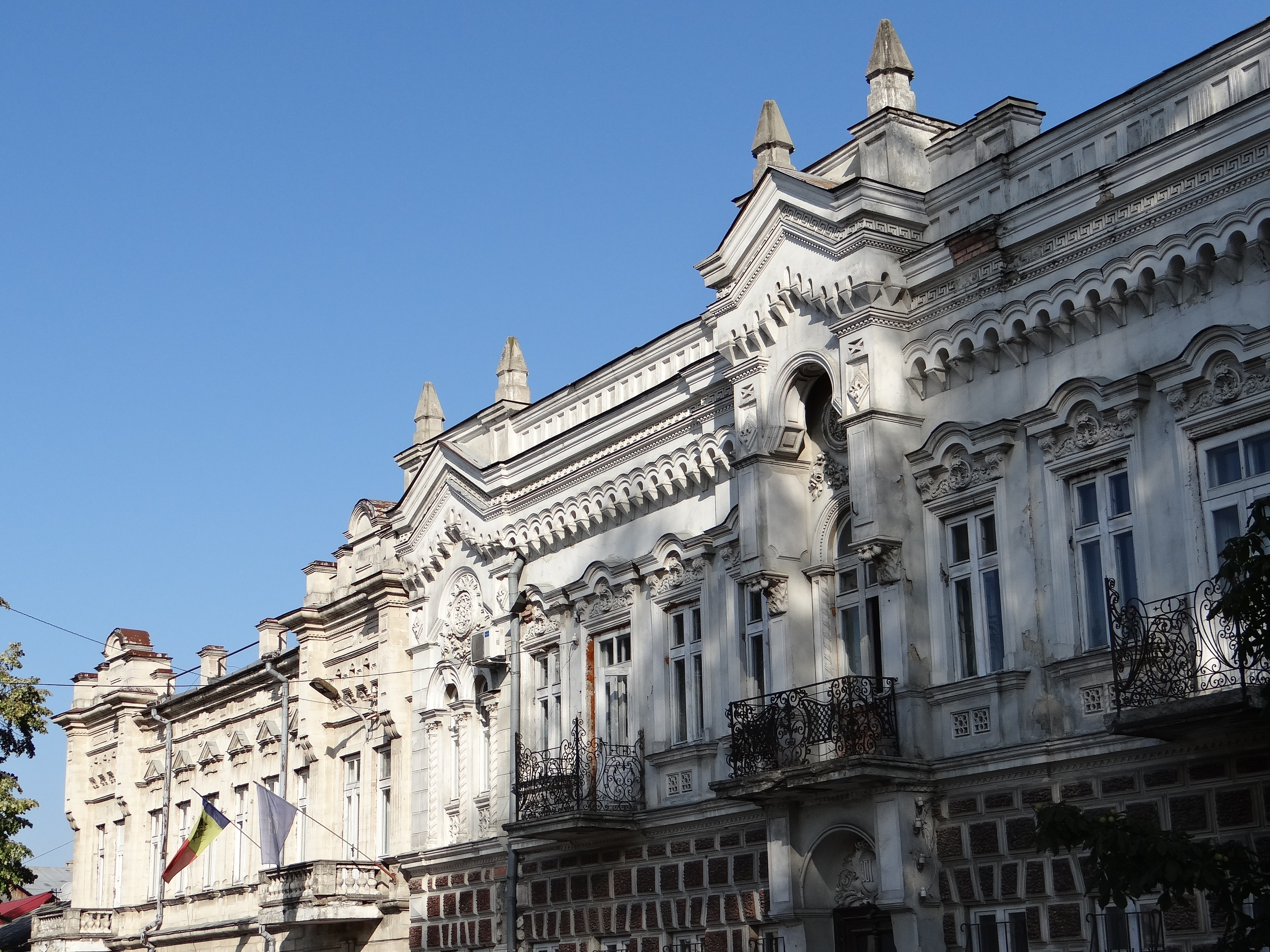
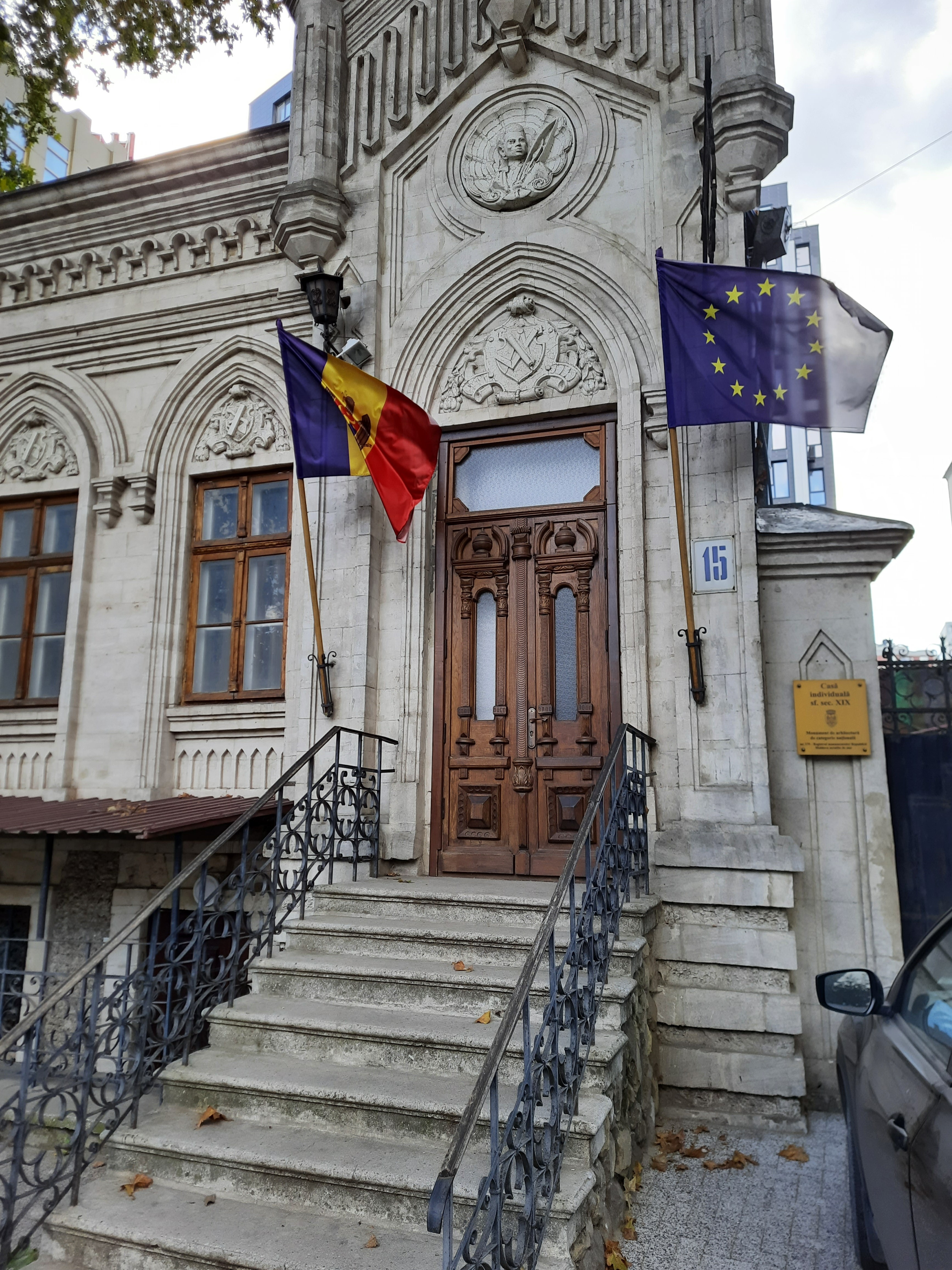
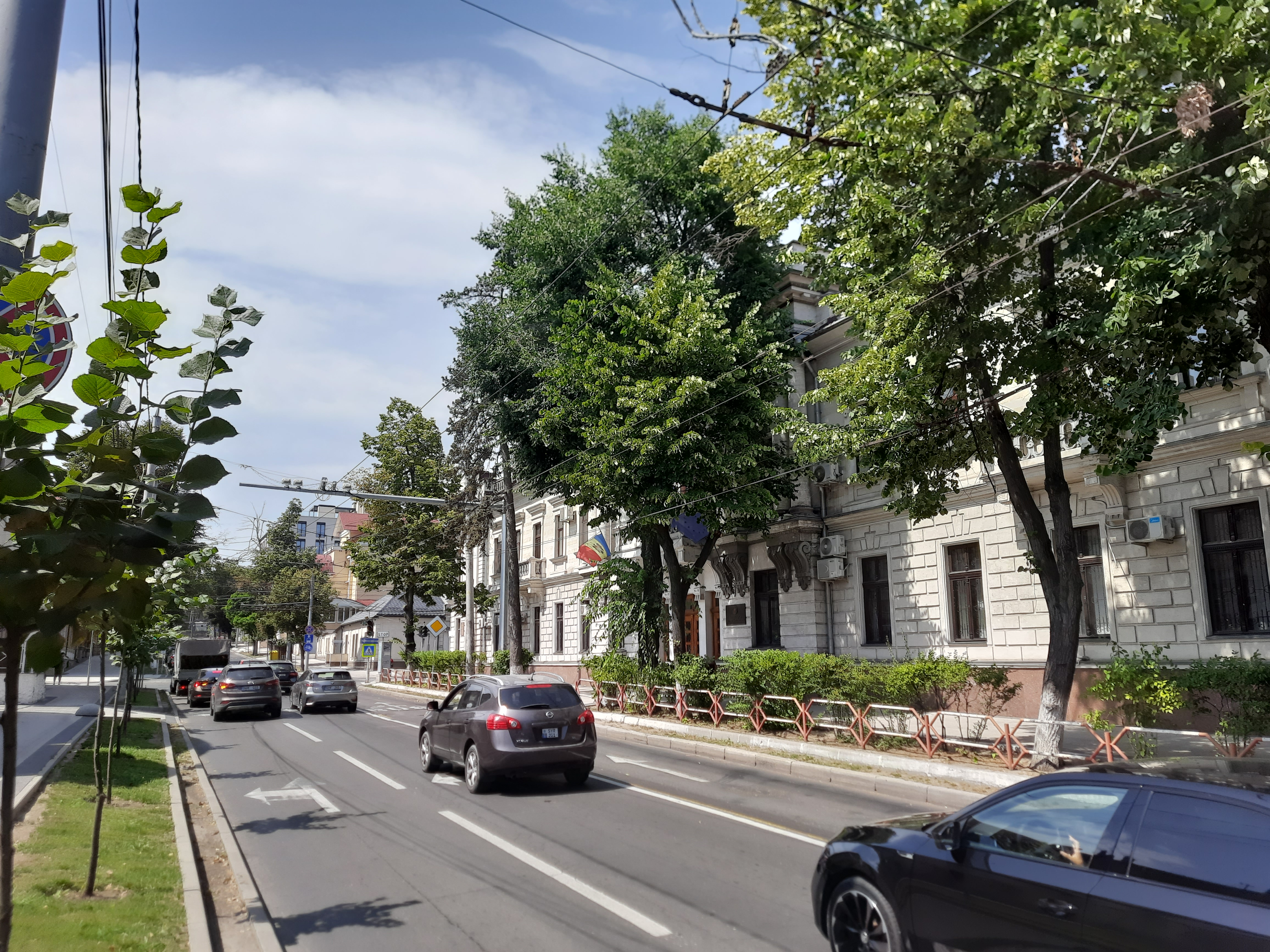
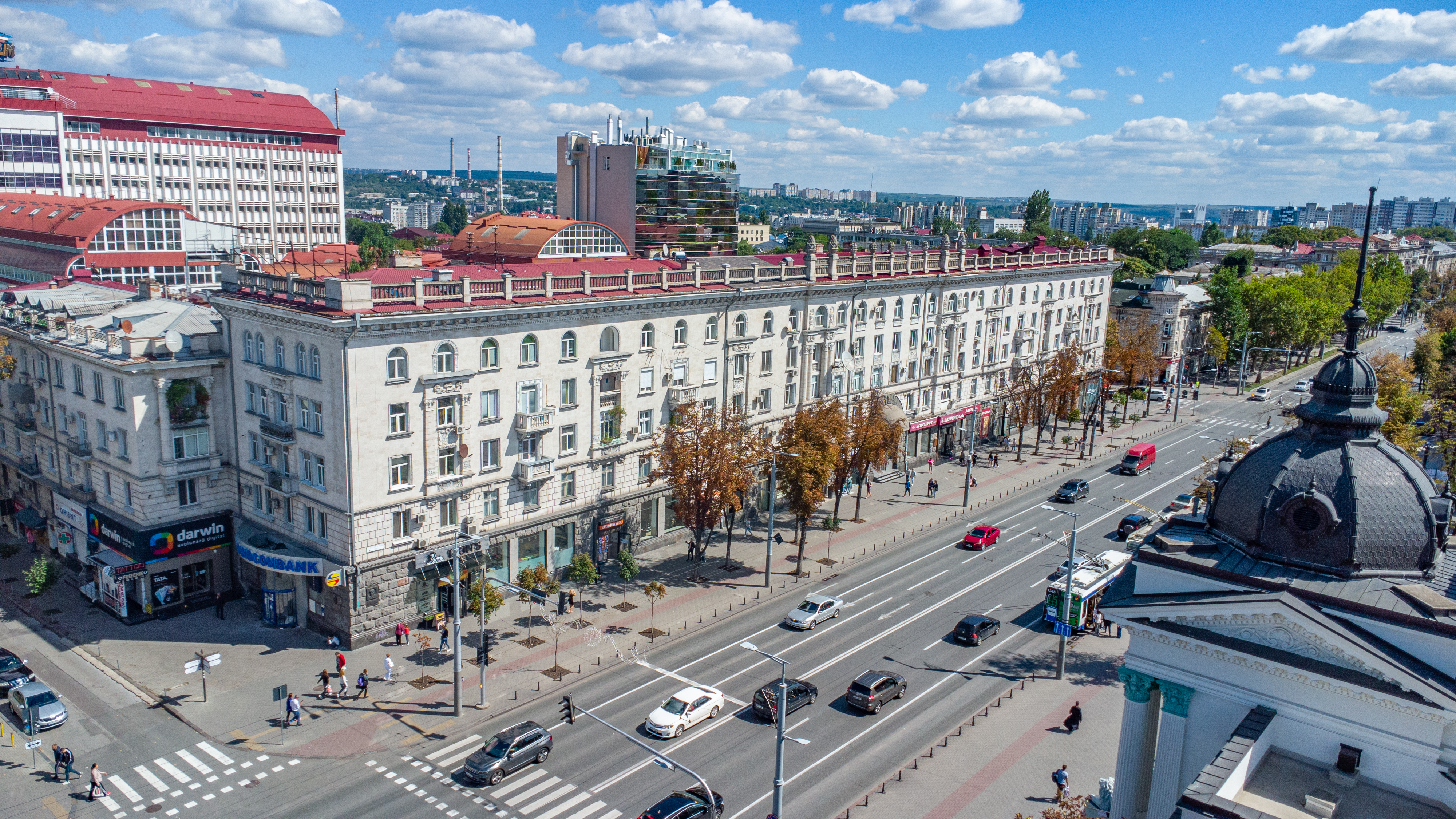
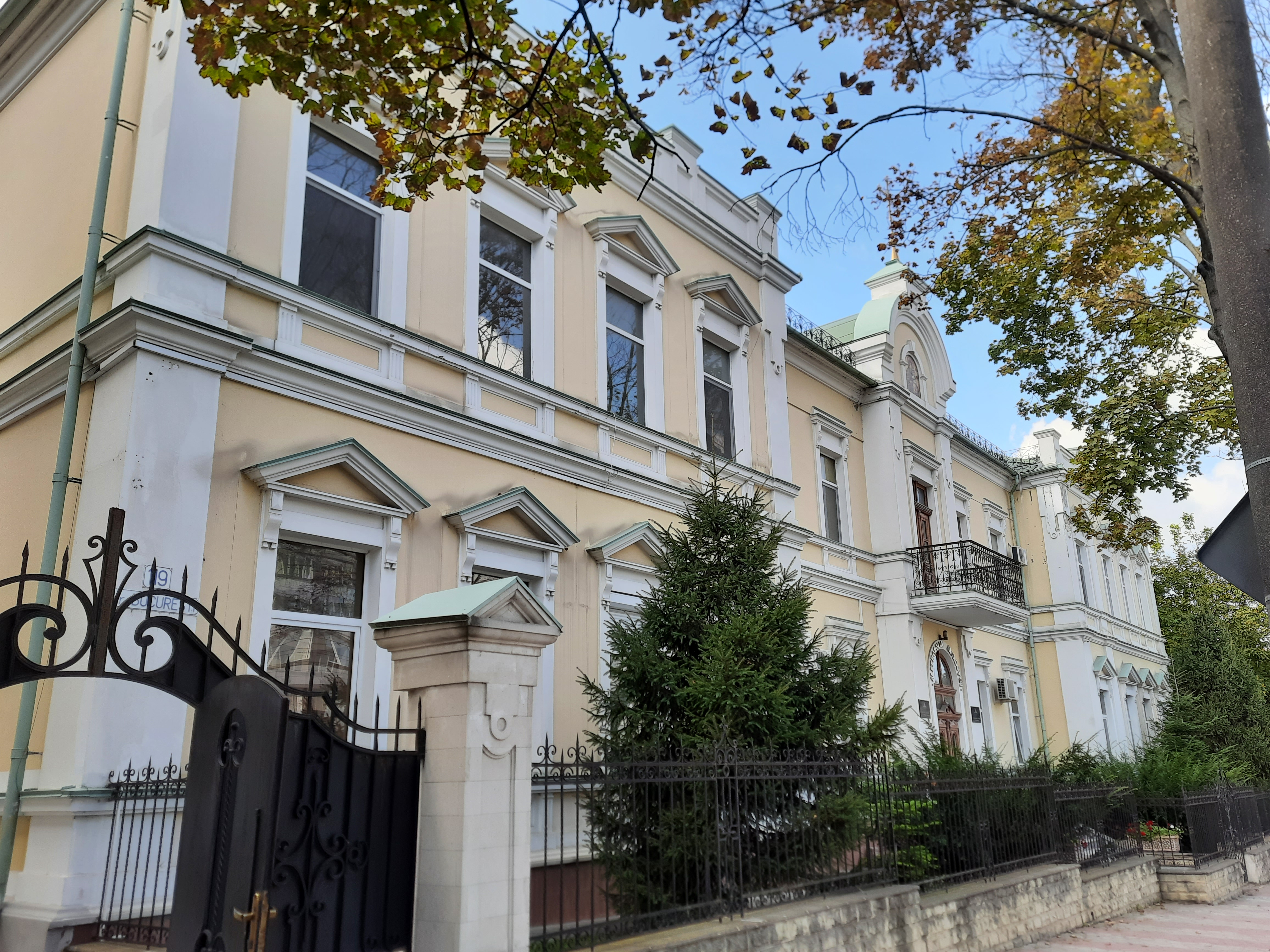
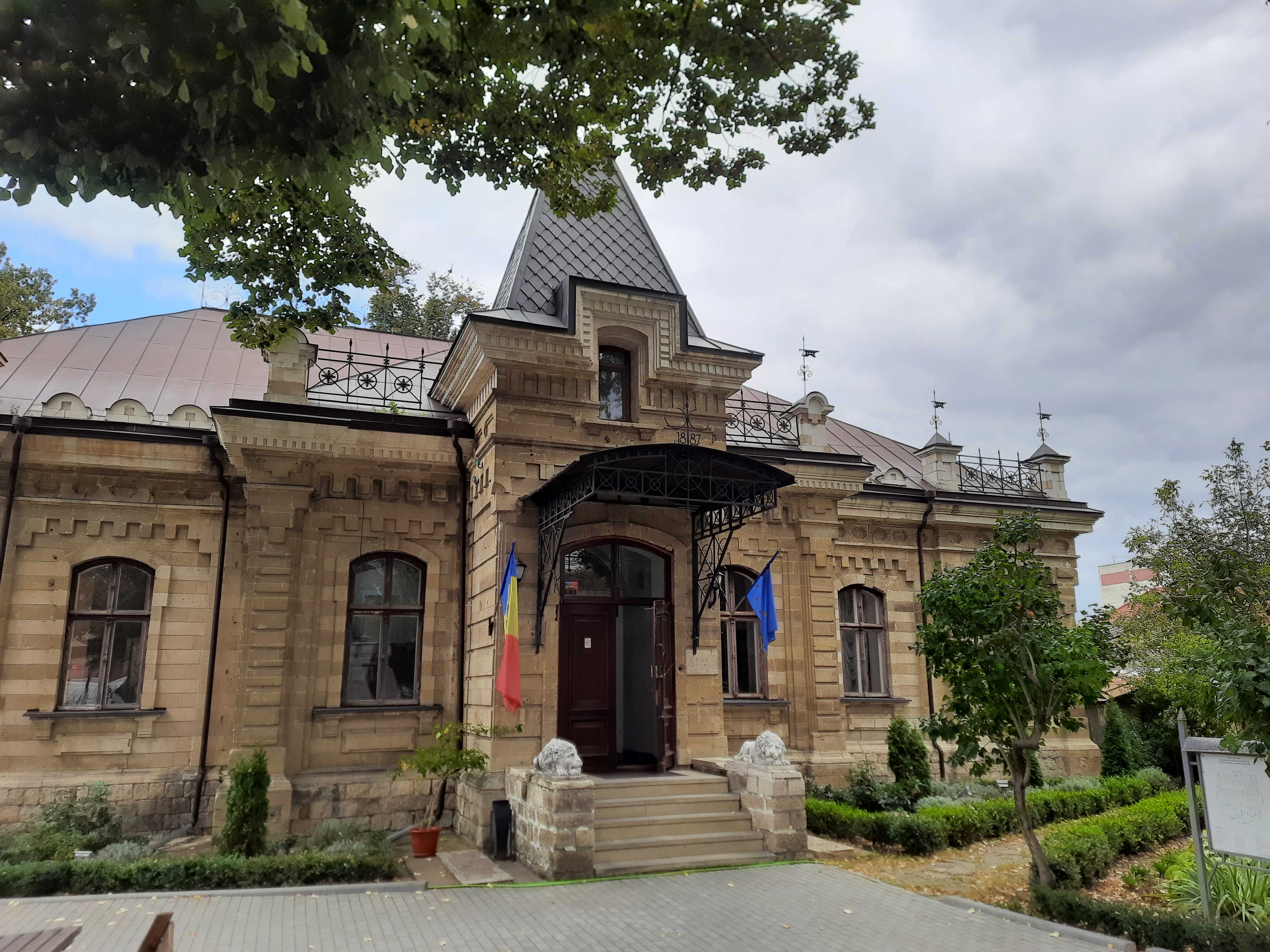
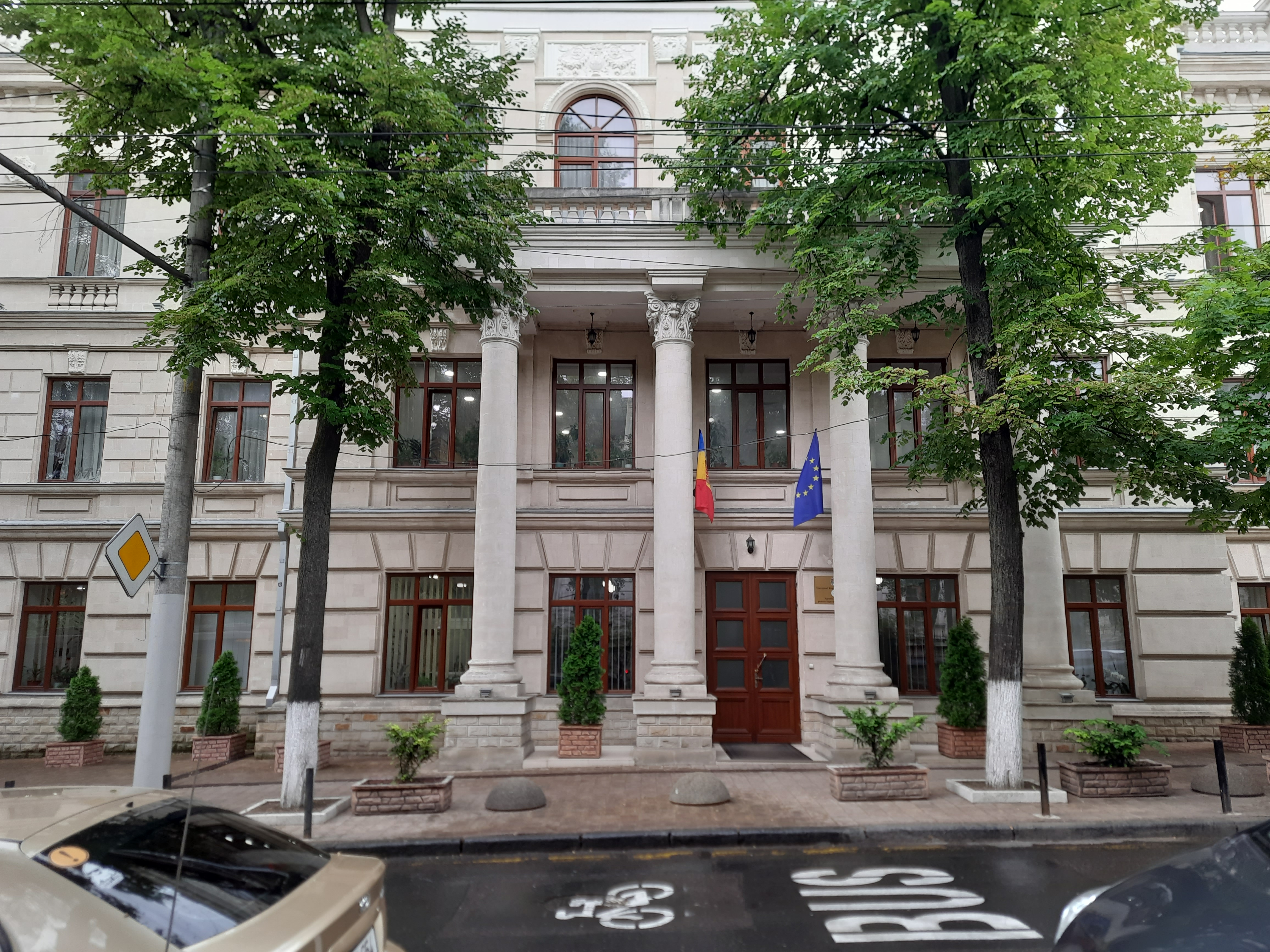